# 松涛园站
松濤園站（韓語：송도원역）是朝鮮民主主義人民共和國江原道元山市的一個鐵路車站，属于松濤園線。

## 邻近车站
松濤園線
三路站 - 松濤園站